# Cooperative Cyber Defence Centre of Excellence
De NATO Cooperative cyber defence centre of exellence (NATO CCDCOE) werd opgericht op 14 mei 2008. Deze eenheid bevindt zich in Estland in de stad Tallinn. Op 28 oktober 2008 kreeg deze eenheid de officiële status van militaire organisatie.

## Doel
Het doel van deze eenheid binnen de NAVO is het verhinderen van cyberaanvallen tegen NAVO-instanties. Verder waarschuwen ze ook de autoriteiten van landen die mogelijk doelwit kunnen worden van een cyberaanval. De grootste dreiging bestaat erin dat gevoelige informatie in handen van misdadigers zou komen. Deze eenheid is de digitale frontlinie van de NAVO.

## Werkwijze
Binnen de cyber-defense-eenheid van de NAVO is een team 24/7 bezig met opsporen van mogelijke dreigingen. Dit doen ze onder andere door zichzelf uit te geven als hacker. Ze infiltreren op fora om zo informatie te verzamelen van wie de daadwerkelijke hackers zijn en wat hun plannen zijn. Ze leren de leefwereld van de hackers kennen en kunnen zo volgen hoe ze mogelijke doelwitten bepalen. Ze proberen aanvallen voor te blijven. Hackers opsporen en bestraffen lijkt op dit moment een onbegonnen werk. Ze maken gebruik van anonieme netwerken waar ze anoniem kunnen blijven. Een voorbeeld van een dergelijk netwerk is het TOR-netwerk. Verder zitten hackers ook in groeperingen zoals de Anonymous-groep. Deze hebben een structuur waarbij enkele hackers elkaar kennen maar ze zullen nooit de gehele structuur kennen. Dit om ervoor te zorgen dat een gearresteerde maar enkele namen kent. Een andere methode is zelf hun eigen sites proberen te hacken. Dit noemen ze ethisch hacken. Ze proberen op verschillende manieren hun site te hacken en zoeken waar de zwakke schakel zit. Zo zoeken ze continu naar verbeteringen voor de veiligheid van hun eigen netwerk.

## Dreigingen
Binnen computercriminaliteit vormen alle netwerken een mogelijke dreiging. Voor de NAVO in het bijzonder zijn dit alle netwerken waar de NAVO gebruik van maakt. Er kan enerzijds een dreiging zijn waarbij hackers de netwerken willen overbelasten. Daarbij maken ze gebruik van een zogenaamd botnet. Dit is een groep van geïnfecteerde pc's die gecontroleerd worden door een hacker. Wanneer deze alle geïnfecteerde pc's op eenzelfde moment één site laat benaderen loopt deze vast. Dit is vergelijkbaar met een winkel. Wanneer iedereen op hetzelfde moment binnen probeert te raken in een winkel zit het direct geblokkeerd. Een botnetbeheerder kan meer dan 100.000 computers beheren en alle informatie van deze computer lezen. Binnen het netwerk van de NAVO is het niet de dreiging om geïnfecteerd te raken want daarvoor gebruiken ze onbeveiligde pc's. Wel is er de dreiging dat de hackers een site van de NAVO-aanvallen (hackers noemen dit schieten). Een tweede dreiging is dat vertrouwelijke informatie wordt gestolen en gelekt. Een voorbeeld van vertrouwelijke informatie die openbaar wordt gemaakt is WikiLeaks.

## Vertegenwoordigde landen
- Estland
- Letland
- Duitsland
- Hongarije
- Italië
- Polen
- Slowakije
- Spanje
- Nederland
- Verenigde Staten